# Период стагнације
„Период стагнације“ (рус. Пери́од засто́я     , или Эпо́ха засто́я Épokha zastóya) је термин који је сковао Михаил Горбачов да би описао негативан начин на који је гледао на економску, политичку и социјалну политику Совјетског Савеза која је почела за време владавине Леонида Брежњева (1964–1982) и настављена под Јуријем Андропов (1982–1984) и Константин Черненко (1984–1985). Понекад се на енглеском назива „Брежњевска стагнација“.

## Терминологија
У периоду Брежњевљевог руководства термин „Ера стагнације“ није коришћен. Уместо тога, Брежњев је користио термин „период развијеног социјализма“ (рус. период развито́го социализма) за период који је започео 1971. Овај термин је произашао из Хрушчовљевог обећања из 1961. да ће доћи до комунизма за 20 година . Осамдесетих година прошлог века совјетски лидер Михаил Горбачов је сковао термин „Ера стагнације“ да би описао економске потешкоће које су се развиле када је Леонид Брежњев владао Совјетским Савезом од 1964. до 1982. Научници су се касније разишли око тога. датуми, значај и узроци стагнације. Присталице Горбачова критиковале су Брежњева, и администрацију Брежњева уопште, због тога што је превише конзервативан и није успео да се промени у складу са временом.
Након смрти совјетског лидера Јосифа Стаљина 1953. године започет је програм промене политике, касније познат као дестаљинизација. Никита Хрушчов, који је наследио Стаљиновог првог наследника Георгија Маленкова на месту совјетског лидера, увео је релативно либералне реформе током периода познатог као Хрушчовско отопљење. Овај период је такође донео привредни раст који је достигао 6%. Међутим, афера Мањеж из 1962. године, током које је Хрушчов јавно критиковао изложбу совјетске уметности, довела је до поновног успостављања контроле Комунистичке партије над уметношћу и означила почетак краја културног одмрзавања.
Већина научника поставља почетну годину за економску стагнацију 1975. године, иако неки тврде да је она почела још 1960-их. Стопе индустријског раста су опадале током 1970-их, јер су тешка индустрија и индустрија оружја давали приоритет, док су совјетска роба широке потрошње била занемарена. Вредност свих производа широке потрошње произведених 1972. године у малопродајним ценама износила је око 118 милијарди рубаља. Историчари, научници и стручњаци нису сигурни шта је изазвало стагнацију, а неки тврде да је командна економија патила од системских недостатака који су кочили раст. Други су тврдили да су недостатак реформи или високи издаци за војску довели до стагнације.
Брежњев је постхумно критикован да је учинио премало да побољша економску ситуацију. За време његове владавине није покренута ниједна већа реформа, а неколико предложених реформи су биле или веома скромне или су им се противила већина совјетског руководства. Реформски оријентисан председавајући Савета министара (Владе), Алексеј Косигин, увео је две скромне реформе 1970-их након неуспеха његове радикалније реформе из 1965. године и покушао да преокрене тренд опадања раста. До 1970-их, Брежњев је консолидовао довољно моћи да заустави све "радикалне" реформске покушаје Косигина.
Ера стагнације завршена је Горбачовљевим успоном на власт током којег је политички и друштвени живот демократизован иако је економија још увек стагнирала. Под Горбачовљевим вођством Комунистичка партија је 1985. започела напоре да убрза развој кроз масивне ињекције финансија у тешку индустрију (Ускореније). Када су они пропали, Комунистичка партија је реструктурирала (перестројку) совјетску економију и владу увођењем квазикапиталистичких (Хозрашчот) и демократских (демократизација) реформи. Они су имали за циљ да поново покрену Совјетски Савез, али су ненамерно довели до његовог распада 1991. г.

## Економија

### Анализа
Роберт Сервис, аутор књиге Историја модерне Русије: Од царизма до двадесет првог века, тврди да је са растућим економским проблемима опала дисциплина радника, чему влада није могла ефикасно да се супротстави због политике пуне запослености. Према Сервису, ова политика је довела до тога да су владине индустрије, као што су фабрике, рудници и канцеларије, запошљавале недисциплиновано и непродуктивно особље, што је на крају довело до „срамежљиве радне снаге“ међу совјетским радницима и администраторима. Док је Совјетски Савез под Брежњевом имао „други највећи индустријски капацитет“ после Сједињених Држава и производио је више „челика, нафте, сировог гвожђа, цемента и... трактора“ него било која друга земља на свету, Сервис третира проблеме пољопривреде током Брежњевљеве ере као доказ потребе за деколективизацијом. Укратко, Сервис сматра да је совјетска економија постала „статична“ током овог временског периода, а Брежњевљева политика стабилности била је „рецепт за политичку катастрофу“.
Ричард Саква, аутор књиге Успон и пад Совјетског Савеза: 1917–1991, има блажи поглед на Брежњевљеву еру тврдећи да су стопе раста „неумитно“ падале од 1950-их до потпуног заустављања 1980-их. Његово образложење за ову стагнацију је било растућа потражња за неквалификованим радницима која је резултирала падом продуктивности и радне дисциплине. Саква верује да је стабилност сама по себи довела до стагнације и тврди да је без јаког руководства „совјетски социјализам имао тенденцију да се врати у стагнацију“.
Према Едвину Бејкону и Марку Сендлу, ауторима Брежњевовог преиспитивања, економија под Брежњевом је била једнако динамична као и економија којом је председавао Никита Хрушчов, али је та динамика застала до тренутка када су Јуриј Андропов, а потом и Константин Черненко, заузели функцију генералног секретара. Марк Харисон тврди да економски учинак Брежњевљеве ере није посматран објективно јер су анализе тог периода понекад користиле ниже процене. Харисон даље тврди да је у периоду између 1928. и 1973. совјетска привреда расла у фази која ће „једног дана“ надмашити САД. Током међународне нафтне кризе, раст у Совјетском Савезу и Источном блоку се нагло зауставио и застао на дужи период него на Западу што је довело до стагнације привреде. Једно од објашњења, према Харисону, јесте да совјетска економија није могла да издржи сопствене екстензивне обрасце раста. Остала објашњења укључују: недостатак совјетског и комунистичког блока, транспарентност са другим нацијама која омета глобализацију и погрешно тумачење „трајног“ економског бума после Другог светског рата који води до погрешних економских одлука. Он тврди да је економска политика Андропова и Черненка побољшала економску ситуацију у земљи и да је Михаил Горбачов наследио динамичнију и живахнију економију у „ситуацији пре кризе“ где је економија још увек расла са ниским унутрашњим и спољни дугови, у поређењу са економијом коју су наследили Андропов и Черненко.
Арчи Браун, аутор књиге Успон и пад комунизма, тврди у својој књизи да је термин Ера стагнације „на много начина био прикладан опис, јер је ово био период опадања раста“, али је такође приметио да би могао да буде погрешан када је реч о неекономским сферама. Браун наводи да су биле високе стопе раста средином до касних 1960-их (током Осмог петогодишњег плана ) тврдећи да је совјетска економија „уживала снажнији раст у другој половини 1960-их него икада после тога“. Веза између ових стопа раста и Косигинове реформе је, према Брауну, „слаба“, али каже да је „Са тачке гледишта комунистичких владара, ера Брежњева била на много начина успешна“. Природни ресурси Совјетског Савеза пружили су снажну економску основу, што је уродило плодом током нафтне кризе 1973. и „испоставило се као енергетска бонанца“. С друге стране, Браун наводи да је знак слабости био то што је Совјетски Савез постао толико зависан од њених природних ресурса, као што је то чинила 1970-их.
Филип Хансон, аутор књиге Успон и пад совјетске економије: економска историја СССР-а из 1945. године, тврди да стагнација етикете није „потпуно неправедна”. Брежњев је, према Хансону, председавао током периода успоравања привредног раста, али тврди да је ера почела добрим растом који је био по већој стопи него на крају Хрушчовљеве владавине. Економско успоравање почело је 1973. „када су чак и званичне процене почеле да показују да совјетска производња по глави становника више не смањује јаз у односу на САД”. Пре 1973. постојао је период реформи који је покренуо Алексеј Косигин, за који су многи веровали да ће постати радикалан као они у Социјалистичкој Републици Чехословачкој и претходни покушаји реформи у Мађарској. Према Хансону, многи су претпостављали да раст током Брежњевљеве ере није престао већ је почео да стагнира. Међутим, није све стагнирало, пошто је потрошња по глави становника порасла за 1,9% током 1970-их, што је „веома респектабилна стопа“ раста. Још једна ствар коју Хансон истиче је да је, за разлику од репресивне политике Јосифа Стаљина и политике Хрушчова која изазива нестабилност, ера Брежњева била стабилна и „период (упоредног) обиља“.
Роберт Винсент Данијелс у својој књизи, Трансформација Русије: Снимци система који се распада, тврди да је обележје Брежњевљеве ере био статус куо, што је заузврат довело до развоја великог парадокса; „противуречности онога што је било и шта би могло бити постале су очигледне”. Нето раст, већи од 50% и чак две трећине, био је првенствено у урбаном сектору, што је резултирало високим растом становништва и урбаним растом вишим од оног у Сједињеним Државама. Индустријски развој је наставио да брзо расте, ау одређеним секторима је надмашио Сједињене Америчке Државе. Као пример, производња угља у Совјетском Савезу је порасла са 85 милиона метричких тона 1964. на 149 милиона метричких тона 1981. док је у Сједињеним Државама порасла са 100 милиона на 130 милиона метричких тона у истом периоду. Совјетски Савез је постао највећи извозник нафте на свету и до краја Десетог петогодишњег плана (1976–1981) совјетски БДП је „досегао око 60% америчког нивоа, а нето тренутна инвестиција је била заправо већи у апсолутном износу“. Неуспех је тада, према Данијелсу, био то што совјетска економија није била у стању да оствари резултате у одређеним секторима; пољопривреда је сектор у коме се десио овај неуспех. Током совјетске историје увек су постојали недостаци у пољопривреди и роби широке потрошње. Током владавине Брежњева, Совјетски Савез је постао највећи произвођач пшенице на свету, али није био у стању да производи месо у довољним количинама. Према Данијелсовим речима, привреда је почела да стагнира 1975. а не 1973. и да је наредни период био у супротности са претходним „у скоро сваком погледу“.
Истраживање у другој економији Совјетског Савеза, које је започео Грегори Гросман, показало је да су током 1970-их-1980-их ефекти централног планирања били прогресивно искривљени због брзог раста сиве економије. Сугерише се да је неуспех Госплана да то објасни допринео стагнацији, а на крају и колапсу совјетске економије.

### Узроци
Један од могућих узрока стагнације је повећана војна потрошња у односу на робу широке потрошње и друге економске сфере. Дисидент Андреј Сахаров тврдио је у писму Брежњеву из 1980. да све већи издаци за оружане снаге успоравају економски раст. Давид Михаел Коц и Фред Вир, аутори књиге Revolution from Above: The Demise of the Soviet System, тврде да милитаризација не може бити главни узрок економске стагнације, будући да су војни трошкови историјски били високи (17% БДП-а 1950.) и да су повећао упоредо са економским растом без претходне дестабилизације привреде.
Током Никсоновог шока и нафтне кризе 1973. године, економски раст у остатку света је опао, али је совјетска зарада у чврстој валути порасла као резултат извоза нафте. Након кризе, укупна економска активност је значајно опала у Совјетском Савезу, Западном блоку и Јапану, али је у Совјетском Савезу била много израженија. Коц и Вир су тврдили да је на крају економска стагнација у Совјетском Савезу могла бити узрокована само унутрашњим проблемима, а не спољним.
Неки марксистичко-лењинистички писци су тврдили да је економска стагнација резултат ревизионизма у совјетској економској политици током Хрушчовљевог вођства. Према ауторима попут Харпала Брара, Хрушчовљев програм дестаљинизације је такође коришћен за спровођење економских реформи које би удаљиле СССР од централног планирања ка тржишном социјализму.

### Резиме
| Раздобље  | Стопе раста      | Стопе раста               | Стопе раста      |
| Раздобље  | ГНП (према ЦИА ) | НМП (према Г. И. Кханин ) | НМП (према СССР) |
| --------- | ---------------- | ------------------------- | ---------------- |
| 1960–1965 | 4.8              | 4.4                       | 6.5              |
| 1965–1970 | 4.9              | 4.1                       | 7.7              |
| 1970–1975 | 3.0              | 3.2                       | 5.7              |
| 1975–1980 | 1.9              | 1.0                       | 4.2              |
| 1980–1985 | 1.8              | 0.6                       | 3.5              |

Један од главних узрока смене Хрушчова са власти био је релативно слаб економски раст током раних 1960-их. Укупан привредни раст био је 6% од 1951. до 1955. године, али је пао на 5,8% у наредних 5 година и на 5% од 1961. до 1965. године. Продуктивност рада, која је порасла за 4,7% од 1950-их до 1962. године, пала је на 4% до раних 1960-их. Раст, излазак капитала и инвестиције су показивали знаке сталног пада. Још један проблем била су Хрушчовљева нереална обећања, као што је обавеза да ће доћи до <i>комунизма за 20 година</i> (популаран политички слоган), што је скоро немогуће са тадашњим економским показатељима. На крају, као резултат његовог неуспеха да испуни своја обећања и насталих проблема, Хрушчов је отпуштен у октобру 1964.  од стране колективног руководства на челу са Леонидом Брежњевом и Алексејем Косигином. Да би се супротставио Хрушчовљевом обећању о достизању комунизма, совјетско руководство је створило термин развијени социјализам, што је значило да се Совјетски Савез развио до довољно напредне фазе да би земља „природно“ прешла у комунизам (у неодређеном временском периоду).
Отпуштање Хрушчова довело је до успостављања конзервативнијег Политбироа; Косигин, Николај Подгорни и Андреј Кириленко били су најлибералнији чланови, Брежњев и Арвидс Пелше су припадали умереној фракцији, док је Михаил Суслов задржао вођство партијских тврдолинијаша. Косигин и Брежњев су се снажно разишли око економске политике; Косигин је желео да повећа улагања у робу широке потрошње и лаку индустрију, док је Брежњев желео да повећа улагања у тешку индустрију, пољопривреду и одбрану. Године 1965. Косигин је увео економску реформу, која се широко називала „Реформа Косигина“, која је имала за циљ реформу планске привреде у оквиру социјалистичког оквира. У покушају да побољша совјетску економију Косигин је копирао неке од мера коришћених у западном блоку, као што је стварање профита, на шта је Брежњев пристао пошто је совјетска економија улазила у период ниског раста. Косигинове реформе у пољопривреди дале су знатну аутономију колективним фармама, дајући им право на садржај приватне пољопривреде. Као резултат тога, током Осме петолетке (1966–1970) донети су велики програми мелиорације, изградње канала за наводњавање и друге мере.   Све у свему, реформа није успела и везе са било којом високом стопом раста током Осме петогодишњег плана сматрају се „слабим“.
Брежњевљева ера, која је започела високим растом, почела је да стагнира неко време почетком 1970-их. Косигинови радикални реформски покушаји су заустављени 1971. године, а његова друга реформа је била скромнија. Друга реформа је заустављена због нафтне кризе 1973. године, када је међународно повећање цене нафте подстакло економски раст заснован на продаји нафте. Још једна реформа спроведена је 1979. године али и она није успела јер је до тада совјетска привреда постала "зависна" од високих цена нафте.
Године 1980. РИА Новости је известила да је Совјетски Савез показао највећу, у Европи, и другу највећу индустријску и пољопривредну производњу у свету. Совјетска статистика је тврдила да је 1960. индустријска производња Совјетског Савеза износила само 55% америчке, али се до 1980. године повећала на 80%. Током 18 година Брежњевљевог водства Комунистичке партије стварни приходи су порасли више од 1,5 пута. Више од 1,6 милијарди квадратних метара стамбеног простора је пуштено у рад и обезбеђено за преко 160 милиона људи. Истовремено, просечна закупнина за породице није прелазила 3% породичног прихода. Становање, здравствена заштита и образовање били су приступачни и по ниским ценама. Како се циркулација радне снаге није могла избалансирати платама, у појединим областима је недостајало радника, углавном у пољопривредном сектору. Ово је делимично решено приморавањем „непродуктивног“ градског становништва (старији ђаци, студенти, научници, војници итд.) да у време жетве ради као пољопривредни радници. Ова пракса је неформално названа „наради на картошку“ (рус. наряды на картошку, „задаци на њиви кромпира“).

## Опозиција
Акти протеста су се десили као реакција на инвазију Варшавског пакта на Чехословачку, а демонстранти су отпуштени са посла, претучени или ухапшени. Осам демонстраната одржало је демонстрације на Црвеном тргу у Москви и након тога су затворени. Вишем броју осумњичених дисидената претресени су домови и имовина, а група московских адвоката специјализована је за одбрану особа оптужених за антисовјетске активности. Присталице ових скупова и демонстрација тврдиле су да су хапшења била незаконита, јер нема криминала у остваривању људског права на добијање и дистрибуцију информација. Они су тврдили да је ово право део Универзалне декларације о људским правима (1948) и завршног акта Конференције о безбедности и сарадњи у Европи (1975).

## Уметност и наука
Приликом увођења гласности многи писци су тврдили да нису знали за репресију над грађанима који нису подржавали политику Брежњева. Уметници који су пропагирали „совјетске вредности“ у оквиру социјалистичког реализма, међутим, формирали су добро плаћену, елитну групу која је уживала лагодан живот и висок друштвени статус.
Ипак, приметан део совјетских научника и уметника (под заједничким именом „дисиденти“) наставио је и отворену и тајну политичку опозицију режиму који су започели током владавине Хрушчова. Истакнути нуклеарни физичар Андреј Сахаров и генерал Совјетске армије Пјотр Григоренко су познати представници овог покрета.
Многи други чланови совјетске интелигенције систематски су критиковали друштвене и моралне манифестације стагнације без отвореног изазивања власти. Примери су писци Виктор Астафјев и Олес Хончар, драматург Григориј Горин, режисери Елдар Рјазанов и Марк Захаров.

## Поређење са Сједињеним Државама: успоравање или стагнација
У годинама 1975–1985, индустријска производња САД расла је по стопи од 2,6% годишње. Совјетски нето материјални производ је делимично одговарајућа компаративна мера и расла је по годишњој стопи од 3,8%.